# Лозовий Василь Якович
Василь Якович Лозови́й (5 січня 1926, Ловейківка — 24 грудня 1999, Харків) — український живописець і педагог; член Харківської організації Спілки радянських художників України з 1967 року. Заслужений діяч мистецтв України з 1993 року.

## Біографія
Народився 5 січня 1926 року на хуторі Ловейківці (нині у складі села Волоської Балаклії Куп'янського району Харківської області, Україна). Брав участь у німецько-радянській війні, служив у артилерії. Нагороджений медаллю «За відвагу» (2 березня 1945), орденами Слави III ступеня (2 березня 1945), Вітчизняної війни II ступеня (6 квітня 1985). Став інвалідом II групи.
1952 року з відзнакою закінчив Харківське художнє училище; 1958 року — Харківський художній інститут, де навчався у Сергія Бесєдіна, Бориса Косарєва, Євгена Єгорова, Дмитра Овчаренка, Олександра Любимського, Олександра Хмельницького, Михайла Рибальченка.
Після здобуття вищої освіти працював у Харківському художньому інституті; з 1963 року — у Харківському художньо-промисловому інституті: з 1992 року — професор кафедри живопису. Одночасно, на громадських засадах, керував творчою школою робітничої молоді при Палаці культури Харківського електромеханічного заводу. Педагогічна і творча діяльність відзначені орденом «Знак Пошани». Серед учнів: Азаркіна Марина Анатоліївна, Александрова Владмира Іванівна, Гладкий Андрій Володимирович, Грицюк Володимир Борисович, Кочанова Ірина Миколаївна, Кузнецов Михайло Юхимович, Лисов Олександр Іванович, Надєждіна Лариса Георгіївна, Спіцевич Євген Андрійович.
Мешкав у Харкові в будинку на вулиці Поліни Осипенко, № 23 та у будинку на проспекті Косіора, № 92. Помер у Харкові 24 грудня 1999 року.

## Творчість
Працював у галузях станкового живопису (у реалістичному стилі писав тематичні композиції, портрети, пейзажі, натюрморти) та книжкової графіки. Працював олією, темперою, аквареллю, пастеллю, олівцем, вугіллям. Серед робіт:
- «Катерина» (1959, картон, темпера);
- «Мати» (1959)[4];
- «Зимовим ранком» (1959)[4];
- «Перша зелень» (1960);
- «Вони боролися за Батьківщину» (1960—1970, полотно, олія);
- «Червоні тюльпани» (1961)[4];
- «Ярема і Оксана» (1964, за мотивом Тараса Шевченка);
- «Дорогами війни» (1965);
- «Сталевари» (1965—1967);
- «Нова хата» (1968);
- «Воля» (1972);
- «Бійці» (1975);
- «Українка» (1980);
- «Засідання сільради» (1983);
- «Пієта» (1985);
- «Старий Салтів» (1980-ті, полотно, олія);
- «Зима» (1990, картон, олія);

серії
- «Артилеристи» (1985—1986);
- «Дівчата» (1988—1996);
- «Відродження України» (1990—1996).

Створив ілюстрації до книги «Від Барселони до Прохорівки» Георгія Семенова (1967) та інші.
Брав участь у республіканських, всесоюзних, міжнародних і зарубіжних художніх виставках з 1956 року. Персональні виставки відбулися у Харкові у 1958 році, Римі у 1995 році, Сан-Венедетто у 1995—1996 роках, Рипатрансоне у 1996 році, Порто-Сан-Джорджо у 1997 році, Порто-Сант'Ельпідіо у 1997 році.

## Вшанування
25 грудня 2001 року в Харківській державній академії дизайну та мистецтв втановлена меморіальна дошка присвячена пам'яті Василя Лозового.